# Asterina gaiadendricola
Asterina gaiadendricola är en svampart som beskrevs av T.A. Hofm. 2008. Asterina gaiadendricola ingår i släktet Asterina och familjen Asterinaceae.   Inga underarter finns listade i Catalogue of Life.